# Perarella propagulata
Perarella propagulata är en nässeldjursart som beskrevs av Bavestrello 1987. Perarella propagulata ingår i släktet Perarella och familjen Cytaeididae. Inga underarter finns listade i Catalogue of Life.